# نادي برث غلوري
نادي برث غلوري لكرة القدم (بالإنجليزية: Perth Glory Football Club)‏ هو نادي كرة قدم أسترالي تم إنشاؤه في 1996 الميلادية 